# Skanderbeg
George Castriot Skanderbeg (6 tháng 5 năm 1405 — 17 tháng 1 năm 1468; thường được gọi ngắn gọn là Skanderbeg, tiếng Albania: Gjergj Kastrioti Skënderbeu, tiếng Latinh: Georgius Castriotus Scanderbegh, tiếng Thổ Nhĩ Kỳ: İskender Bey, nghĩa là Lãnh chúa Alexander hoặc là Thủ lĩnh Alexander) là một vị danh tướng nổi tiếng trong lịch sử Albania và của người Albania. Ông còn được gọi là Rồng thiêng của Albania, là anh hùng dân tộc của người, và thông qua tác phẩm ban đầu của tác giả chính về ông - Marin Barleti, ông được ghi nhớ vì cuộc đấu tranh chống Đế quốc Ottoman, đánh đuổi quân Ottoman ra khỏi xứ Albania trong vòng hai thập kỷ.

## Tên tuổi

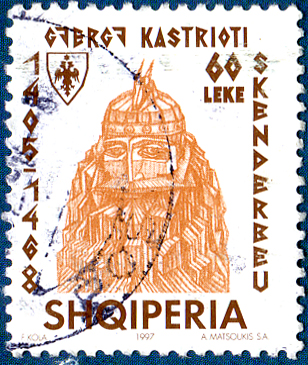
Tem kỷ niệm người anh hùng xứ Albania (1997).

Có nhiều cách đọc tên họ của Skanderbeg: George, Gjergj, Giorgi, Giorgia, Giorgio, Castriota, Kastrioti, Capriotti, Castrioti, Castriot, Kastriot, Skanderbeg, Skenderbeg, Scanderbeg, Skënderbeg, Skenderbeu, Scander-Begh, Skënderbej or Iskander Bey.
Tên gọi Skanderbeg hay Skënderbeu là từ tiếng Albania, lấy từ Iskender (từ tiếng Thổ Nhĩ Kỳ lấy từ Alexander) và từ tiếng Thổ Nhĩ Kỳ Bey (Lãnh chúa hoặc Vương công). Họ Kastrioti ám chỉ một ngôi làng ở miền Bắc xứ Albania mang tên Kastriot; tại Dibra, tuy vậy người ta nói Skanderbeg chào đời tại làng Sinë. Trong tiếng Albania, tên ông là Gjergj Kastrioti. Sultan nhà Ottoman đã ban cho ông cái tên "Skënder", không những ông cũng được Sultan phong làm quan to (Bey), từ đó ông có cái tên chung là Skander-Bey, được La Tinh hóa là Scanderbegi trong phiên bản của Barletti, và được dịch là Skanderbeg trong tiếng Anh: cái tên chung này cũng mang ý nghĩa so sánh tài quân sự của ông với vua Macedonia là Alexandros Đại đế.

## Thân thế
Người ta nghĩ Skanderbeg đã chào đời tại Sinë, một trong hai ngôi làng do người ông của ông làm chủ (theo tài liệu về các phả hệ của Gjon Muzaka). Ông là một hậu duệ của gia tộc Kastrioti. Cha của Skanderbeg là John Castriot, làm lãnh chúa ở Miền Trung Albania, với lãnh địa gồm Mat, Mirditë và Dibër. Thân mẫu ông là Vojsava Tripalda một công nương trong gia tộc Tripalda, (xuất thân từ thung lũng Polog, thuộc miền Tây Bắc của nước Cộng hòa Macedonia ngày nay). Gjon Kastrioti đã tham gia nghĩa binh chống lại cuộc xâm lược đầu tiên của Sultan nhà Ottoman là Mehmed I, nhưng thất bại. Sau khi Gjon Kastrioti đầu hàng và Sultan Mehmed I chiếm được xứ Krujë vào năm 1415, Sultan buộc Gjon Kastrioti phải triều cống, và cũng như các lãnh chúa khác, tuyên bố trung thành với triều đình Ottoman.
Theo Barleti, Skanderbeg có ba người anh trai: Reposh, Kostandin, và Stanisha, đều bị bắt làm con tin trong cung đình Sultan; tuy nhiên, theo sử liệu, chỉ một trong những người anh của Skanderbeg, có lẽ là Stanisha, được đi lính theo cơ cấu Devşirme - tức cơ cấu bắt những thanh thiếu niên Ki-tô giáo làm lính, truyền lệnh cho họ cải sang Hồi giáo và đào tạo họ thành những Sĩ quan Quân đội Ottoman. Khi Skanderbeg khoảng 9 tuổi, ông cũng đến Edirne, cố đô của Đế quốc Ottoman, để được kết nạp vào Quân đội Ottoman theo cơ cấu Devşirme.

## Sĩ quan Quân đội Ottoman
Sau khi học tập quân sự, Skanderbeg lên hàng Sĩ quan và tham gia các trận chiến trường kỳ của Đế quốc Ottoman. Để ghi nhớ những chiến thắng của ông, triều đình Ottoman phong cho ông danh hiệu Arnavutlu İskender Bey, (tiếng Albania: Skënderbe shqiptari, tiếng Anh: Lord Alexander, the Albanian), ngụ ý ví von tài quân sự của Kastrioti với Alexandros Đại đế năm xưa.
Skanderbeg được ca ngợi là một trong những Sĩ quan xuất sắc nhất trong những cuộc chiến của Quân đội Ottoman tại Tiểu Á và châu Âu, để rồi Sultan Murad II phong làm ông làm quan Tổng trấn (tức Vali) xứ Krujë và Dibër, sau đó ông còn nhậm chức tại một tỉnh không rõ ràng ở bên ngoài lãnh thổ Albania. Skanderbeg thống lĩnh một toán Kỵ binh gồm 5.000 quân. Theo các tư liệu đương thời, khi làm quan Tổng trấn của triều đình Ottoman tại xứ Albania, ông đã giữ những mối liên lạc bí mật với các nước Ragusa, Venezia, vua Ladislaus V của Hungary và Bohemia, cùng với vua Alfonso I của xứ Napoli.Bản mẫu:Pn Trong những năm tháng đó (1430 – 1440), ông cũng giữ mối quan hệ với những thần dân trong lãnh địa của cha ông xưa kia, và với những gia đình quý tộc khác của xứ Albania.

## Cuộc khởi nghĩa Albania

### Phất cờ khởi nghĩa
Vào ngày 28 tháng 11 năm 1443, giữa cuộc Thập tự chinh Varna, khi quân Ottoman đánh trận tại Niš với tướng John Hunyadi của quân Hungary, Skanderbeg nhận thấy cơ hội khởi nghĩa. Cùng với 300 binh sĩ Albania trong Quân đội Ottoman, ông rời khỏi hàng ngũ. Sau một cuộc hành quân lâu dài đến xứ Albania, cuối cùng thì ông đã chiếm được xứ Krujë bằng việc ngụy tạo một chiếu chỉ do Sultan gửi tới quan Tổng trấn xứ Krujë, theo đó Skanderbeg sẽ làm quan Tổng trấn mới của xứ này. Sau khi chiếm đóng xứ Krujë và nhiều lâu đài nhỏ khác, để rồi lãnh thổ của Skanderbeg còn rộng lớn hơn cả cha ông là Gjon Kastrioti năm xưa, ông từ bỏ Hồi giáo và tuyên bố mình là vị cứu tinh của gia đình và đất nước. Ông phất cao lá cờ mang hình ảnh đại bàng hai đầu, hoạ tiết của gia tộc ông và biểu tượng lịch sử của các đế quốc Ki-tô giáo, điển hình như Đế quốc La Mã Thần thánh và Đế quốc Đông La Mã. Lá cờ và biểu tượng này vẫn còn được sử dụng tại Albania ngày nay (xem thêm bài Quốc kỳ Albania) và một số quốc gia và chính quyền tại vùng Balkan, Đông Âu và Trung Âu.
Ở những vùng đất khác thuộc Albania, các lãnh chúa người Albania khác đã đánh đuổi quân Ottoman, giải phóng lãnh thổ Albania khỏi ách đô hộ của Đế quốc Ottoman. Tuy nhiên, triều đình Ottoman hãy còn chiếm hữu những phần đất nằm ở vùng Tây Nam xứ Albania, và những thành phố Vlora, Kanina, Gjirokastra hay Kostur. 
Skanderbeg thiết lập liên minh với George Arianiti (tên khai sinh là Gjergj Arianit Komneni, người có quan hệ lạnh nhạt vơi nhà Komnenos của Đế quốc Đông La Mã, cũng như một trong những người bà của ông này) và kết hôn với con gái của ông này là Andronike (tên khai sinh là Marina Donika Arianiti).

## Danh sách những trận đánh và chiến dịch
Skanderbeg thống lĩnh trong nhiều trận chiến, và nghĩa quân Albania giành chiến thắng trong phần lớn các trận đánh đó.
1. Trận Torvioll (1444)
2. Trận Mokra (1445)
3. Trận Otonetë (1446)
4. Mặt trận Drin (1448)
5. Trận Oranik (1448)
6. Cuộc vây hãm Sfetigrad (1449)
7. Cuộc vây hãm Krujë (1450)
8. Trận Modrica (1452)
9. Trận Pollog (1453)
10. Cuộc vây hãm Berat (1455)
11. Trận Oranik (1456)
12. Trận Albulena (1457)
13. Cuộc chinh phạt bán đảo Ý (1461—1462)
14. Trận Mokra (July 1462)
15. Trận Mokra (vào tháng 8 năm 1462)
16. Trận Pollog (1462)
17. Trận Livad (1462)
18. Cuộc tổng tiến công Macedonia (1463)
19. Trận Ochrida (1464)
20. Trận Vaikal (1465)
21. Trận Oranik (1465)
22. Trận Vajkal (1465)
23. Trận Kashari (1465)
24. Cuộc vây hãm Krujë (1466)
25. Cuộc vây hãm Krujë (1467)